# Силва Лопес, Робсон да
Ро́бсон да Си́лва Ло́пес (порт.-браз. Róbson da Silva Lopes; 17 января 1975, Диадема) — бразильский футболист, полузащитник.

## Карьера
До 2003 года играл в Бразилии. Провёл сезон 2003 года в Премьер-лиге России, играл за ФК «Черноморец» из Новороссийска, перейдя из клуба «Атлетико Паранаэнсе». Далее играл в «Макаэ» из одноимённого города.

## Достижения
- Финалист Кубка Премьер-лиги: 2003